# Vertical Expressions (álbum)
Vertical Expressions é o primeiro e único álbum da dupla II Guys from Petra, formada por John Schlitt e Bob Hartman, ambos integrantes do Petra.

## História
No momento da aposentadoria do Petra, no final de 2005, o futuro era incerto para Bob e John. Ambos estavam trabalhando em outros empreendimentos fora do negócio da música, quando Bob recebeu um convite do Canadá para liderar a adoração em um retiro de jovens e ele pensou em pedir a Schlitt que o ajudasse na parte do louvor congregacional. Como Bob já tinha começado a fazer os arranjos para as canções populares de adoração que a dupla iria executar, tornou-se óbvio que não seria muito difícil para os dois fazerem um álbum juntos.
Depois de vários meses de atividade, já era hora de batizar o novo trabalho. Eles escolheram então chamar-se do que suspeitavam que as pessoas iriam inevitavelmente chamá-los... Ah ... esses são os dois caras do Petra! Daí, veio o nome "II Guys from Petra", conforme descreveu John e Bob.
O álbum conta com um seleção de 10 canções de adoração populares, escolhidas e arranjadas pelo próprio Hartman. O cd também inclui duas faixas bônus ao vivo da turnê Farewell do Petra.

## Faixas
1. "Come, Now Is The Time"
2. "Trading My Sorrows"
3. "God of Wonders"
4. "Draw Me Close"
5. "Here I Am To Worship"
6. "My Redeemer Lives"
7. "Lord Reign In Me"
8. "We Fall Down"
9. "Blessed Be Your Name"
10. "Lord I Lift Your Name On High" (ao vivo)
11. "Judas Kiss" (ao vivo)

## Créditos
- Lead Vocal: John Schlitt
- Guitarras: Bob Hartman
- Teclados e Backing Vocal: Jim Cooper
- Baixo: Joey Canaday (Greg Bailey nas faixas ao vivo)
- Bateria: Brian Fullen (Paul Simmons nas faixas ao vivo)
- Conceito de capa e Foto: Bob Hartman
- Arte Gráfica: Julie Sturgeon
- Fotos: Matt Ruff